# 安倍弟当
安倍 弟当（あべ の おとまさ）は、奈良時代から平安時代初期にかけての貴族。美作守・阿倍意比麻呂（帯麻呂）の子。官位は従四位下・左中弁。

## 経歴
宝亀4年（773年）従五位下に叙爵し、翌宝亀5年（774年）主税頭次いで少納言に任ぜられる。桓武朝では、大蔵少輔・左右少弁・兵部大輔などを歴任する一方、延暦6年（787年）従五位上、延暦20年（801年）従四位下に叙せられている。その後左中弁を務め、延暦23年（804年）丹波守を兼ねた。
大同3年（808年）6月13日卒去。最終官位は散位従四位下。

## 人物
生まれつき清廉で慎み深い性格であった。朝早くから夜遅くまで公務に就き、歌舞音曲の場に近づかなかった。家風として蓄財に関して何も対応することがなかったという。

## 官歴
注記のないものは『六国史』による。
- 時期不詳：正六位上
- 宝亀4年（773年） 正月7日：従五位下
- 宝亀5年（774年） 3月5日：主税頭。9月4日：少納言
- 延暦3年（784年） 4月2日：大蔵少輔
- 延暦5年（786年） 6月9日：右少弁
- 延暦6年（787年） 正月7日：従五位上。3月22日：左少弁
- 延暦8年（789年） 9月12日：兼下野守。12月29日：山作司
- 時期不詳：正五位下
- 延暦18年（799年） 9月10日：兵部大輔
- 延暦20年（801年）日付不詳：従四位下
- 時期不詳：左中弁[2]
- 延暦23年（804年） 正月24日：丹波守

## 系譜
- 父：阿倍意比麻呂（帯麻呂）[1]
- 母：不詳
- 生母不明の子女
  - 男子：安倍友上[3]
  - 女子：藤原貞雄室[2]